# Ас (Нідерланди)
Ас (нід. Asch) — село в нідерландській провінції Гелдерланд. Входить до муніципалітету Бюрен. Перша згадка про село датується 889  роком.

## Галерея

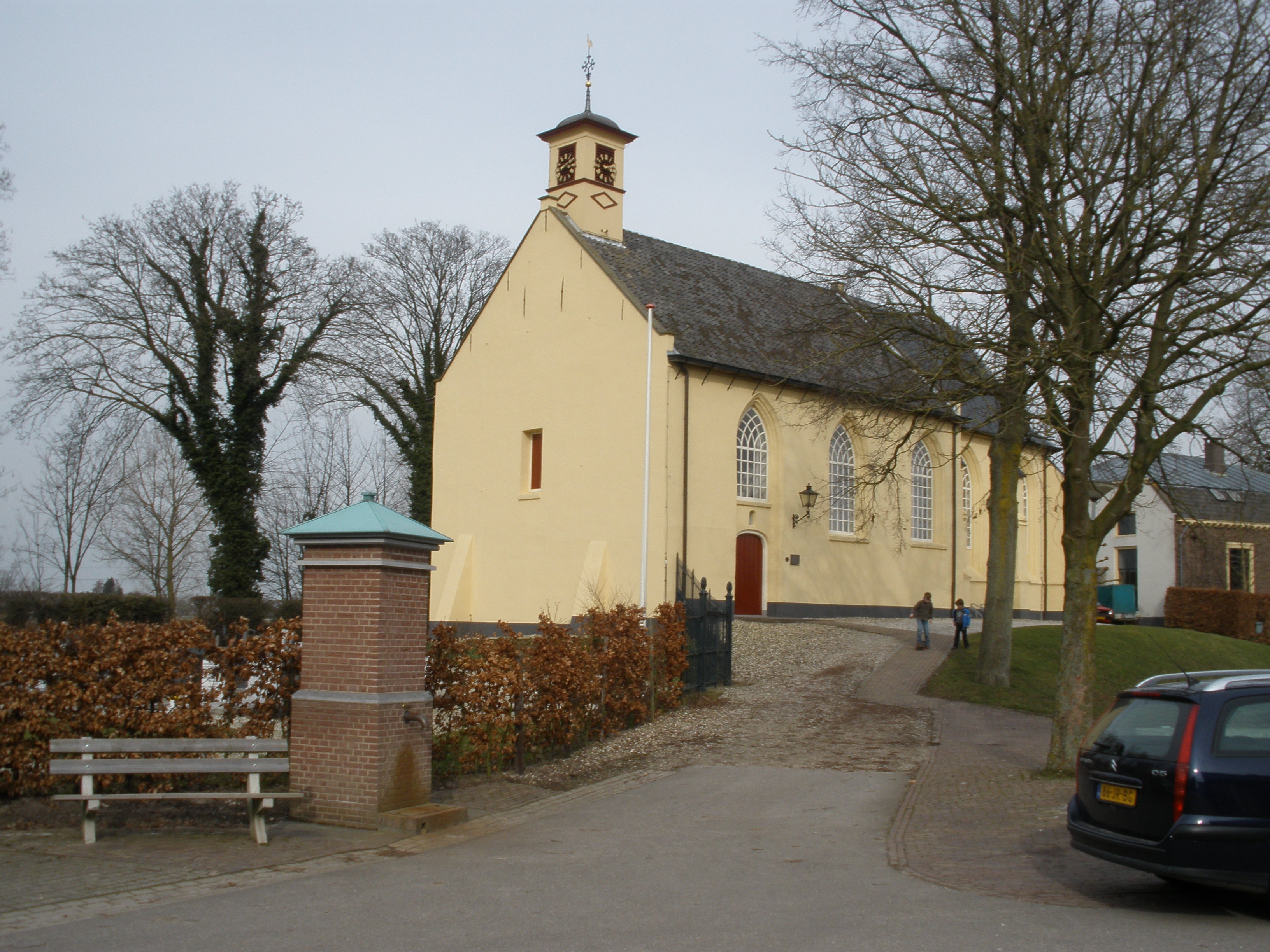
Церква св. Катарини
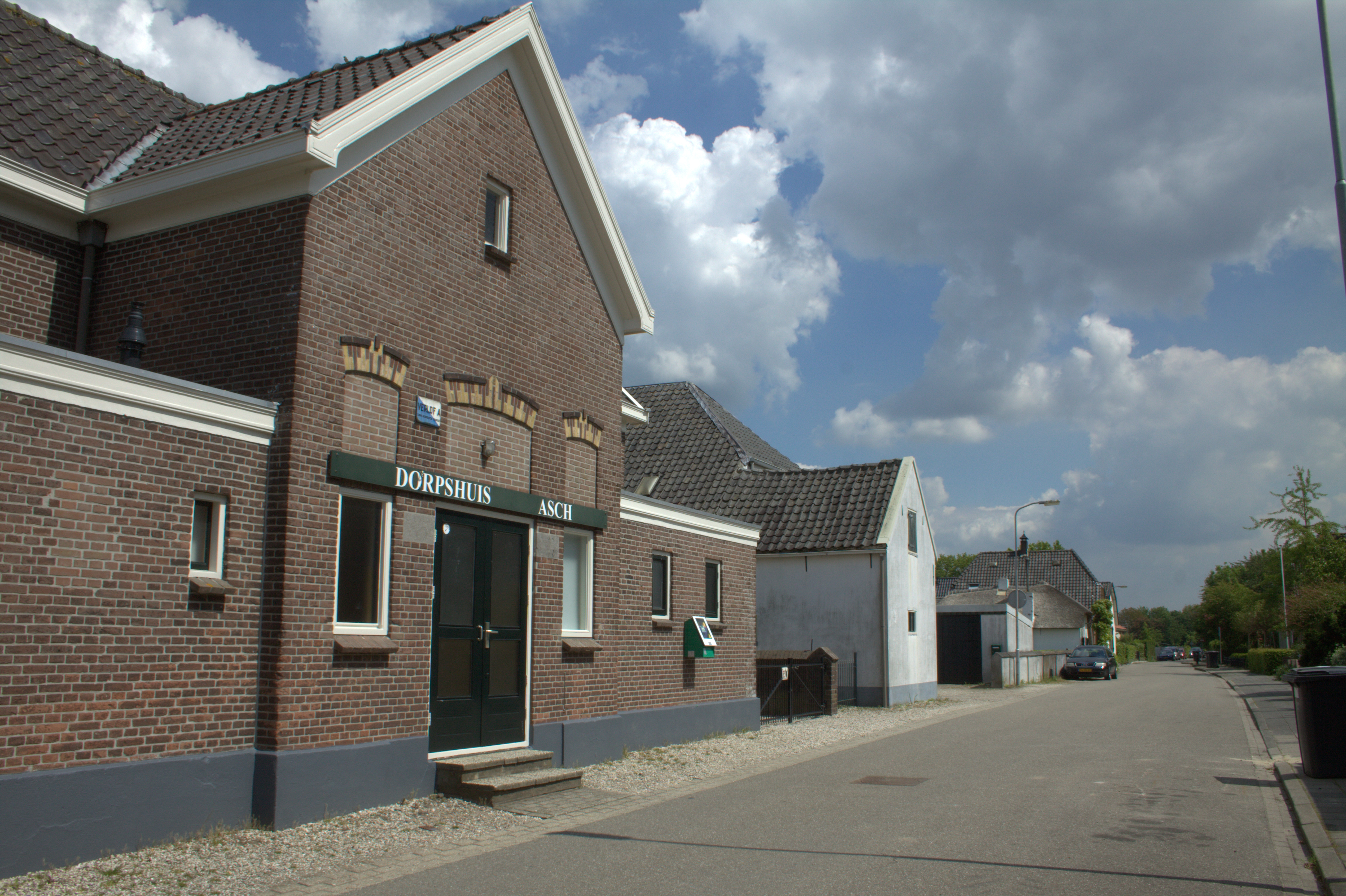
Сільський будинок
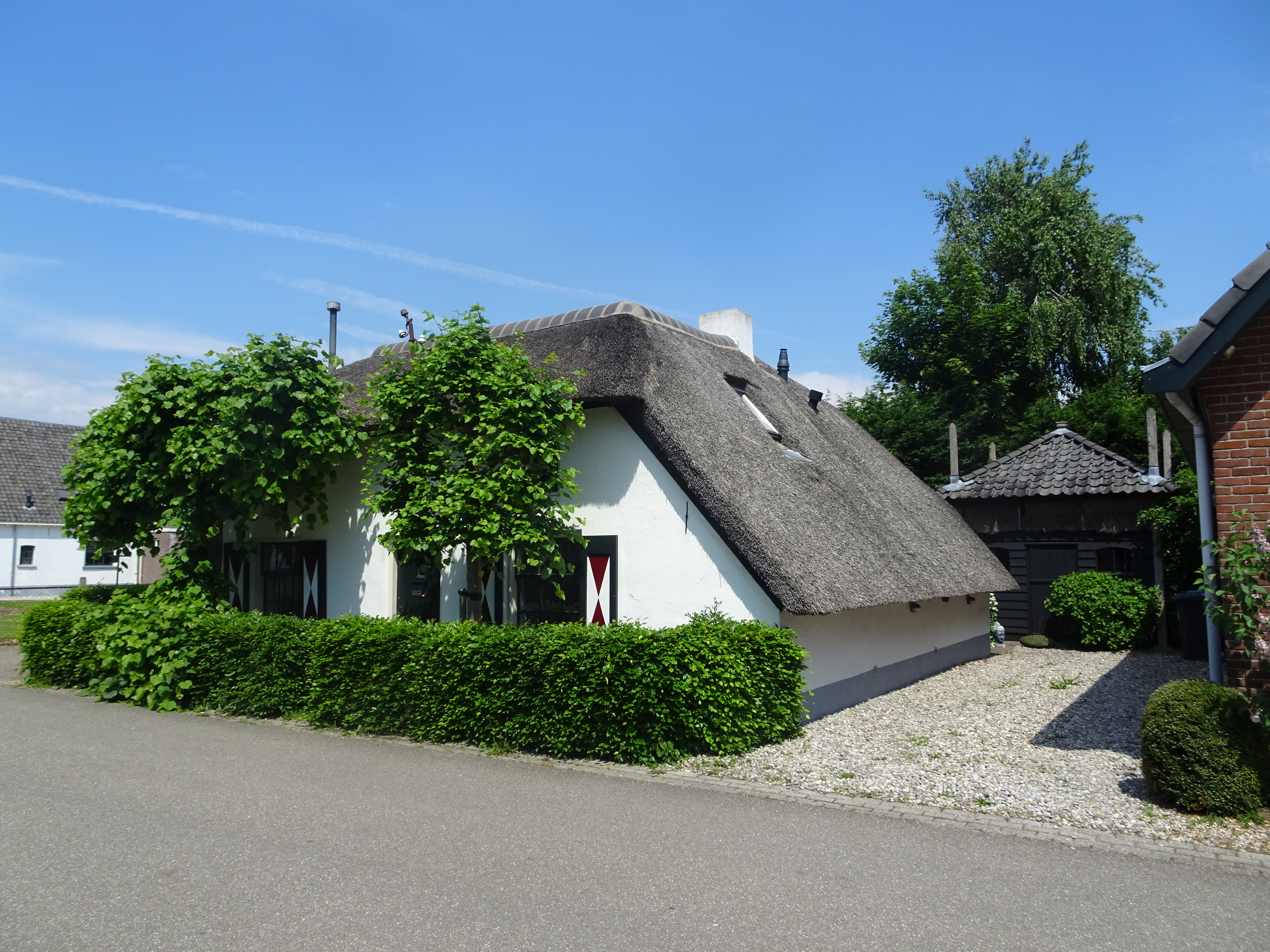
Ферма в Асі
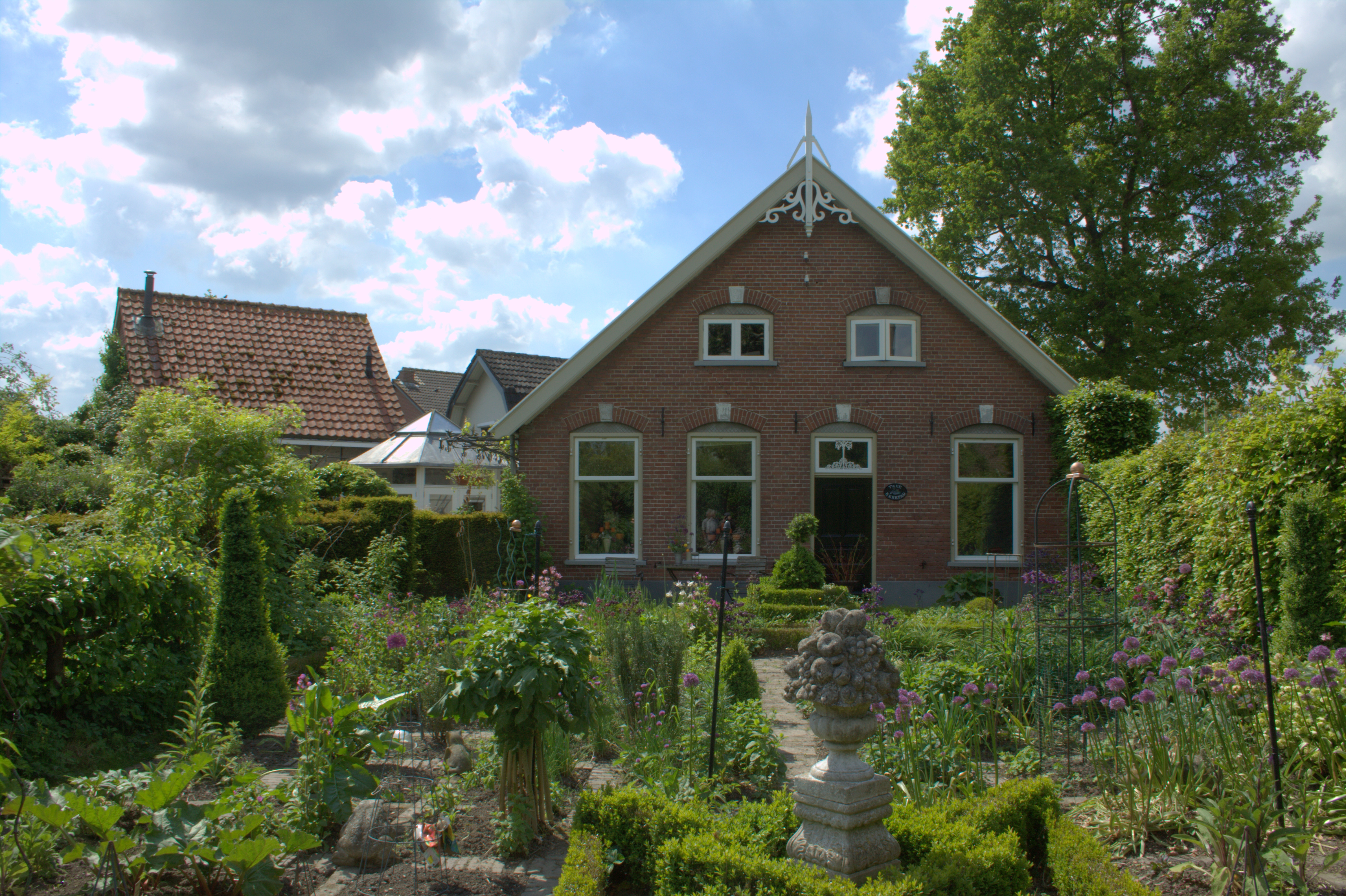
Ферма в Асі